# Georges Maire
Georges Maire, né le 14 septembre 1883 à Harreville-les-Chanteurs, en Haute-Marne et mort le 3 avril 1956 à Chaumont, est un homme politique français.

## Biographie
Après des études secondaires en Haute-Marne, Georges Maire fréquente la faculté de droit de Paris, obtient un doctorat en droit et exerce comme avocat stagiaire dans cette ville jusqu'en 1911. Il s'installe ensuite à Chaumont, où il est avoué.
Mobilisé en 1914, il participe aux combats de la première guerre mondiale, dont il ressort décoré de la croix de guerre et de la médaille militaire.
En 1935, il est élu maire d'Harreville-les-Chanteurs, son village natal, puis, l'année suivante, conseiller d'arrondissement.
Pendant la seconde guerre mondiale, il démissionne de ses fonctions électives peu de temps après l'armistice, puis ferme son cabinet d'avoué en 1943 pour exercer comme avocat à Chaumont.
Après la guerre, il rejoint le Mouvement Républicain populaire. Sous cette étiquette, il est d'abord élu conseiller municipal de Chaumont, puis député à la première assemblée constituante.
Après l'échec du référendum sur le projet de constitution, il ne se représente pas en juin 1946. Mais, en décembre, il est candidat à l'élection du Conseil de la République, et est élu.
Cependant, il décide de siéger au sein du groupe des Républicains indépendants, nettement plus à droite que celui du MRP. Il fera de même après sa réélection, en 1948.
Parlementaire très actif, surtout au début de son mandat, sur des sujets très divers, allant de la réforme du divorce à l'organisation de la justice dans la Sarre occupée, en passant par les prix des baux agricoles, il ne prend guère position sur les questions de politique générale.
En 1955, il décide de ne pas se représenter. Il meurt quelques mois plus tard,

## Détail des fonctions et des mandats
Mandats parlementaires
- 21 octobre 1945 - 10 juin 1946 : Député de la Haute-Marne
- 8 décembre 1946 - 19 juin 1955 : Sénateur de la Haute-Marne